# Élus et Appelés

Élus et Appelés est le titre générique d'une collection d'essais par Robert de Montesquiou parue en 1921. Il est dédié à Ida Rubinstein.

## Chapitres
1. Le Fatal prodige de Plutarque (Ida Rubinstein)
2. Watteau belligérant (Antoine Watteau)
3. Le Peintre turc et le [Raphaël des chats (Jean-Étienne Liotard et Gottfried Mind)
4. La Faillite d'un marchand de bonheur (Charles Fourier)
5. Baudelaire Vestel (Charles Baudelaire)
6. Une mise au point (Albert Samain)
7. Le Loup et l'Agnelle (Blaise de Monluc et Marceline Desbordes-Valmore)
8. Un auteur difficile (Raymond Roussel)
9. Le Missel ambigu (Arthur Chaplin)
10. Le Crépuscule des bondieuseries (Lourdes)
11. La Reine Soliveau (Le Ruban Rouge)